# Microcercus zavattarii
Microcercus zavattarii är en kräftdjursart som beskrevs av Arcangeli1939. Microcercus zavattarii ingår i släktet Microcercus och familjen Eubelidae. Inga underarter finns listade i Catalogue of Life.